# Ingemar Erlandsson
Ingemar Erlandsson (Glimåkra, 16 novembre 1957 – 9 agosto 2022) è stato un calciatore svedese, di ruolo difensore.

## Carriera
La sua carriera calcistica è legata al Malmö FF, squadra in cui si formò ed esordì in massima serie nel 1976. Vinse due titoli di Svezia, quattro coppe nazionali, giocò nel 1979 la finale di Coppa dei Campioni con il Nottingham Forest e, in seguito alla rinuncia degli inglesi a disputare la Coppa Intercontinentale 1979, partecipò ai due incontri della manifestazione mondiale, segnando anche un gol nella gara di ritorno in Paraguay contro l'Olimpia di Asunción.
Conta 69 presenze nella nazionale svedese, in cui fu convocato per la prima volta nel 1978. Dopo il suo ritiro, avvenuto alla fine del 1987, fece parte dello staff tecnico del Malmö FF.

## Palmarès
- Campionato svedese: 2

1977, 1986
- Coppa di Svezia: 4

1978, 1980, 1984, 1986